# Alcides de Freitas Cruz
Alcides de Freitas Cruz (Porto Alegre, 1867 — Porto Alegre, 14 de março de 1916) foi um advogado, historiador, jornalista, professor e político brasileiro.
Estudou nos colégios São Pedro e Souza Lobo, graduou-se agrimensor na Escola Militar de Porto Alegre e bacharelou-se em Direito em São Paulo. Fez carreira como advogado no Foro de Porto Alegre e como professor de Direito Administrativo na Faculdade Livre de Direito de Porto Alegre.
Foi eleito deputado estadual, à 22ª Legislatura da Assembleia Legislativa do Rio Grande do Sul, de 1893 a 1897, sendo reeleito várias vezes até falecer.
Escreveu compêndios jurídicos, foi também jornalista e historiador, deixando várias obras, destacando-se Vida de Rafael Bandeira, A incursão de Frutuoso Rivera às missões brasileiras e O antigo forte de Santa Tecla.